# Amyra Dastur
Amyra Dastur (Bombay, 7 de mayo de 1993) es una actriz y modelo india. Inició su carrera en el modelaje a los 16 años con campañas publicitarias para marcas como Clean and Clear, Dove, Vodafone y Micromax. Hizo su debut en Bollywood en la película Issaq junto a Prateik Babbar. Actuó en la película de suspenso de Mukesh Bhatt Mr. X junto a Emraan Hashmi. También actuó en la película tamil Anegan junto a Dhanush y en 2017 apareció junto a Jackie Chan en la cinta Kung Fu Yoga.

## Filmografía

### Cine
| Año  | Película             | Rol                             | Lenguaje              | Notas        |
| ---- | -------------------- | ------------------------------- | --------------------- | ------------ |
| 2013 | Issaq                | Bachchi Kashyap                 | Hindi                 |              |
| 2015 | Anegan               | Madhumitha / Samudhra / Kalyani | Tamil                 |              |
| 2015 | Mr. X                | Siya Verma                      | Hindi                 |              |
| 2017 | Kung Fu Yoga         | Kyra                            | Mandarín Hindi Inglés |              |
| 2017 | Oodi Oodi Uzhaikanum |                                 | Tamil                 | En filmación |
| 2018 | Kaalagandi           |                                 | Hindi                 |              |